# Cacophis harriettae
Cacophis harriettae är en ormart som beskrevs av Krefft 1869. Cacophis harriettae ingår i släktet Cacophis och familjen giftsnokar och underfamiljen havsormar. Inga underarter finns listade. Artepitetet i det vetenskapliga namnet hedrar tecknaren Harriett Scott som skapade teckningar för flera zoologiska böcker.
Arten förekommer i delstaterna New South Wales och Queensland i Australien. Honor lägger 2 till 5 ägg per tillfälle. Habitatet utgörs av skogar med eukalyptusträd och andra skogar samt trädgårdar. Exemplaren gömmer sig i lövskiktet eller under föremål.
För beståndet är inga hot kända. Hela populationen anses vara stabil. IUCN listar arten som livskraftig (LC).